# Jordan Zimmermann

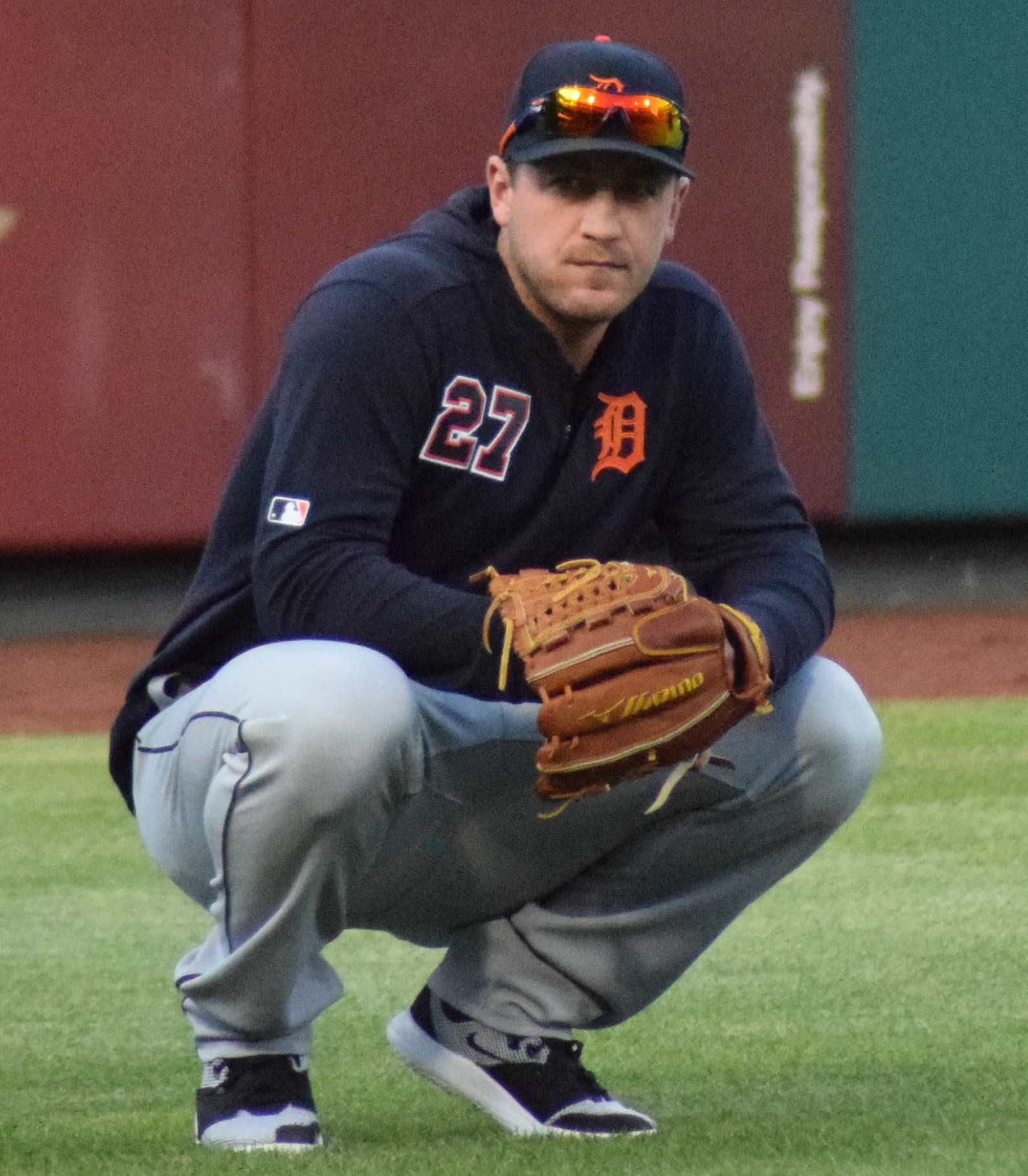
Jordan Zimmermann i Detroit Tigers dräkt 2019.

Jordan M. Zimmermann, född den 23 maj 1986 i Auburndale i Wisconsin, är en amerikansk professionell basebollspelare som är under kontrakt med Milwaukee Brewers i Major League Baseball (MLB). Zimmermann är högerhänt pitcher.
Zimmermann har tidigare spelat för Washington Nationals (2009–2015) och Detroit Tigers (2016–2020).
Zimmermann draftades av Nationals 2007 som 67:e spelare totalt.
Bland Zimmermanns meriter kan nämnas att han två gånger tagits ut till MLB:s all star-match, att han hade flest vinster i National League 2013 (19) och att han pitchade en no-hitter den 28 september 2014.